# Extant
Extant é uma série de televisão estadunidense de ficção científica transmitida pela CBS. Embora centrada em ficção científica, a série aborda diversos temas.
Em 9 de outubro de 2015, a emissora CBS cancelou a série após duas temporadas.

## Enredo
Molly Woods, uma astronauta da ISEA (International Space Exploration Agency) é atribuída a 13 meses de missão solo a bordo da estação espacial Seraphim. Ao retornar para casa, ao fim da missão, ela descobre estar grávida.
Molly Woods, a personagem principal, é uma cientista do futuro que é selecionada para participar de uma missão solo de 13 meses no espaço para pesquisas científicas.
Já no espaço, tudo ocorria normalmente, até que a personagem tem contato com alguém familiar, este surge durante uma falha elétrica da nave espacial, o contato com esse visitante leva a personagem a desacordar. Após despertar, Molly checa as filmagens e nota que não há ninguém além de si mesma. Com o fim da missão e de volta a Terra, Molly encontra-se com sua exótica família, o marido cientista, e seu filho, um robô humanoide criado por ele e por sua equipe. Após relatar o episódio para sua médica e amiga, Dra Sam Bartam, é revelado pela doutora que Molly está grávida, esta notícia soa de maneira absurda pois Molly era infértil e se encontrava sozinha na nave.
Diante da indignação com o ocorrido, Molly passa a investigar as missões anteriores e tenta desvendar os mistérios por trás da ISEA, a agência espacial responsável pelas missões. Molly acaba recebendo uma breve visita de um cientista que acreditava-se ter cometido suicídio. Molly decide fugir no momento em que se descobre perseguida pelos seus empregadores.
Já num abrigo, Molly é mordida pelo seu antigo cão, a família é descoberta, Ethan é sequestrado, e durante a procura Molly também é capturada, levada a um laboratório, e abandonada em uma floresta sem quaisquer resquícios de gravidez. Molly é induzida a acreditar que está louca, mas consegue provar a verdade ao seu marido. Partindo em busca da localização do seu filho, com total consciência da natureza hibrida dele.
Molly descobre a localização de seu filho, mas acaba encurralada. Lá dentro, ela se aproxima de onde está a criança mas sem quaisquer possibilidades de algum contato.
O bebê teve um desenvolvimento sem precedentes. Já havia saído da incubadora e crescido, desenvolvendo capacidades que o levaram à conquista de uma ajuda inesperada.
Ele se alimenta, tanto de alimentos quanto de energia mental, e se protege, gerando vítimas. Após seu encontro com a mãe, é revelado que uma espécie alienígena da qual ele é parte vai invadir o planeta. Ele foge após o encontro.
Molly é enviada novamente ao espaço para detê-los, ao mesmo tempo em que um terrorista infiltrado tenta causar um atentado e explodir Ethan dento do laboratório que foi seu berço. Como a missão de Molly prossegue, é necessária a ajuda de funcionários da ISEA, que são vulneráveis às habilidades do garoto híbrido. Ethan se dispõe a completar a missão, sendo necessário assim, um grande sacrifício, permitindo que a missão se complete e Molly retorne para a Terra, agora livre da tentativa de invasão. Não obtendo certeza de que o garoto hibrido tenha sobrevivido à explosão, a série chega ao fim da temporada.

## Elenco

### Elenco principal
- Halle Berry como Molly Woods
- Goran Visnjic como Dr. John Woods
- Pierce Gagnon como Ethan Woods
- Michael O'Neill como Alan Sparks
- Grace Gummer como Julie Gelineau
- Camryn Manheim como Dra. Sam Barton
- Jeffrey Dean Morgan como James Daniel "JD" Richter (Segunda temporada), um policial trabalhando na patrulha especial (caçador de recompensas), que se junta a Molly.

### Elenco recorrente
- Annie Wersching como Femi Dodd
- Brad Beyer como Harmon Kryger
- Maury Sterling como Gordon Kern
- Sergio Harford como Marcus Dawkins
- Tessa Ferrer como Katie Sparks
- Tyler Hilton como Charlie Arthurs
- Louis Gossett Jr. como Quinn

## Episódios
| Nº   | Título                    | Exibição original    |
| ---- | ------------------------- | -------------------- |
| 1x01 | "Re-Entry"                | 9 de julho de 2014   |
| 1x02 | "Extincy"                 | 16 de julho de 2014  |
| 1x03 | "Wish You Were Here"      | 23 de julho de 2014  |
| 1x04 | "Shelter"                 | 30 de julho de 2014  |
| 1x05 | "What on Earth is Wrong?" | 6 de agosto de 2014  |
| 1x06 | "Nightmare"               | 13 de agosto de 2014 |